# 阿伊香槟
阿伊香槟（法語：Aÿ-Champagne，法語發音：[aj ʃɑ̃paɲ]）是法国马恩省的一个市镇，位于该省西部，属于埃佩尔奈区。

## 历史
阿伊香槟成立于2016年1月1日，由以下3个市镇合并而成：
- 阿伊
- 比瑟伊（Bisseuil）
- 马勒伊叙阿伊（Mareuil-sur-Ay）

其中阿伊为政府驻地。

## 地理
阿伊香槟（49°3'22"N, 4°0'16"E）面积31.94 平方千米，位于法国大東部大區马恩省，该省份为法国东北部内陆省份，北起阿登省，西北接埃纳省，西南接塞纳-马恩省，南至奥布省，东南接上马恩省，东临默兹省。
与阿伊香槟接壤的市镇（或旧市镇、城区）包括：尚皮永、舒伊、迪济、埃佩尔奈、米蒂尼、圣伊莫热、瓦勒德利夫尔、马恩河畔图尔、普利沃、阿沃奈瓦勒多尔、方丹叙阿伊、瓦里。
阿伊香槟的时区为UTC+01:00、UTC+02:00（夏令时）。

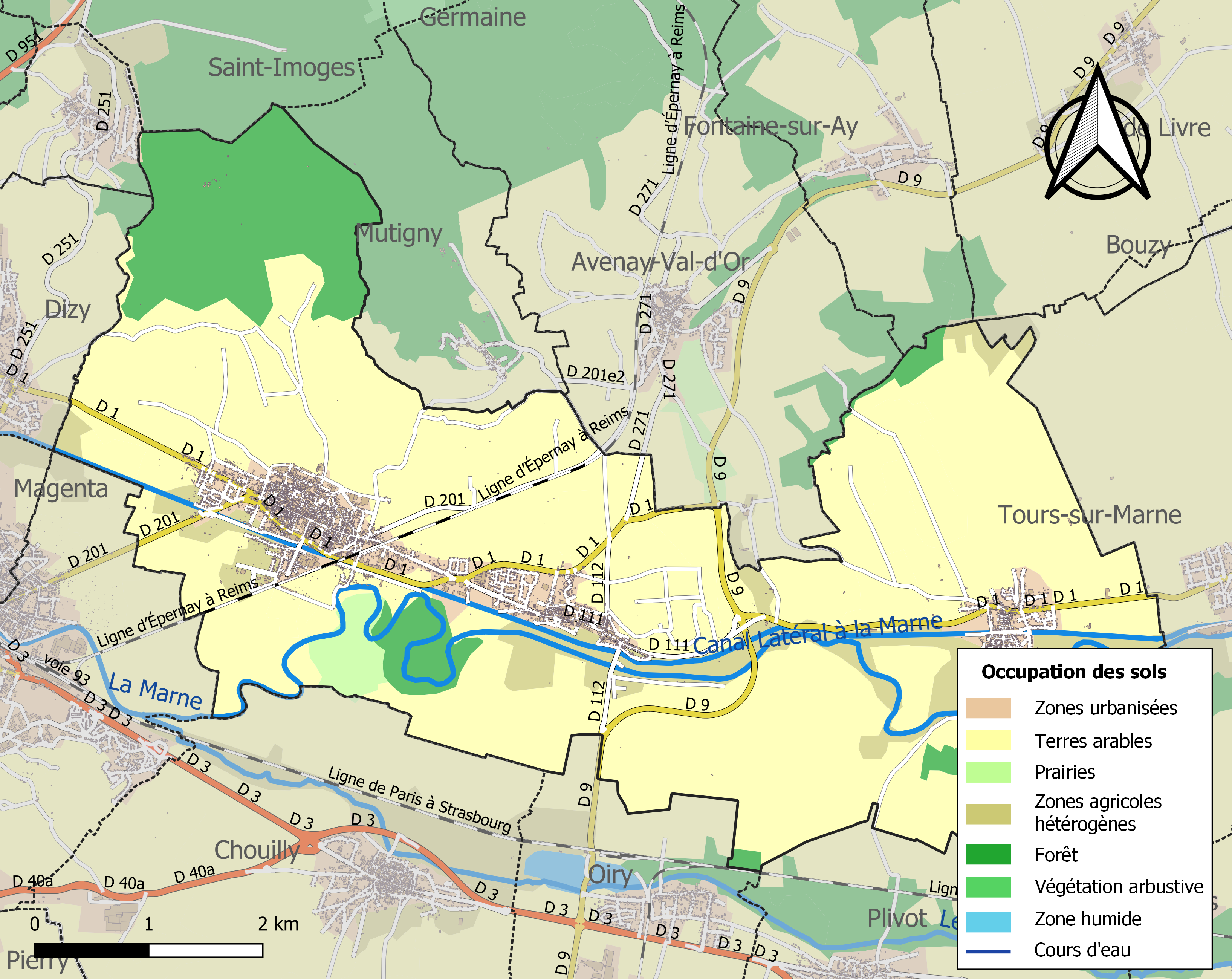
阿伊香槟的OSM定位图

## 行政
阿伊香槟的邮政编码为51150、51160，INSEE市镇编码为51030。

## 政治
阿伊香槟所属的省级选区为埃佩尔奈第一县。

## 人口
阿伊香槟于2022年1月1日时的人口数量为5148人。